# 新潟日報社襲撃事件

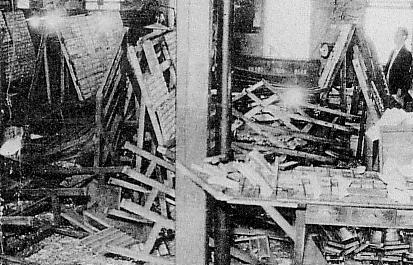
新潟日報社襲撃事件

新潟日報社襲撃事件（にいがたにっぽうしゃしゅうげきじけん）とは、1946年（昭和21年）9月29日に新潟県新潟市で発生した朝鮮人16名による暴力事件。

## 事件の発端
1946年9月23日付の新潟日報夕刊は、「MPも出動、坂町で深夜の乱闘」と題して、朝鮮人や在日中国人が新潟県岩船郡保内村（現・村上市）内で起こした坂町事件の記事を掲載した。読売新聞も事件を報じた。

## 事件の概要
1946年9月26日、在日本朝鮮人連盟などの朝鮮人16人が新潟日報社を訪れ、新潟日報社と読売新聞社の両社に対して、「坂町事件の報道に誤りがあると認め、ラジオ放送を通じて新潟県民に誤報であったという声明を出せ」と要求した。両社は「即答はできない」として、29日まで猶予してもらうことになった。
その後読売新聞社は、9月28日になって譲歩し、誤報を認め謝罪記事を掲載することで話がついた。
9月29日、朝鮮人16人が再度新潟日報社を訪れ、新潟日報社側の返答をせまった。新潟日報社は「警察の捜査結果をまって善処する」と答え、彼等の要求を拒んだため、朝鮮人側は憤慨し、茶碗を投げつけたのを合図に一斉に暴れだし、社内の備品を破壊した。
新潟警察署は、朝鮮人らを暴力行為等処罰ニ関スル法律違反で逮捕した。

## その後の顛末
最終的に9人が起訴され、裁判の結果、暴力行為等処罰ニ関スル法律違反と業務妨害罪で有罪の判決が下った。